# Vernonia thomsonii
Vernonia thomsonii là một loài thực vật có hoa trong họ Cúc. Loài này được Hook.f. miêu tả khoa học đầu tiên.